# Ayesha Erotica
Ayesha Alexis Auciello (Whittier, 11 de agosto de 1996), mais conhecida como Ayesha Erotica, é uma cantora, compositora, rapper e produtora musical americana. Ela começou a lançar músicas online em 2015 e ganhou destaque ao colaborar com a cantora pop Slayyyter em 2018, ano esse em que deixou a música por um tempo até retornar em 2023. Ela é conhecida por seu estilo musical hyperpop, inspirado nos anos 2000, e sua figura online sarcástica.

## Carreira
Ayesha nasceu em 1996. Ela é uma mulher transgênero. Ela começou a lançar músicas sob o pseudônimo Ayesha Erotica em 2015. Ela ganhou destaque com seus singles lançados no SoundCloud enquanto morava em Huntington Beach, na Califórnia, e lançou seu primeiro álbum de estúdio, Big Juicy, em 2016. Enquanto estava em Los Angeles, Ayesha começou a colaborar com a cantora Slayyyter em agosto de 2018, com o single "BFF". As duas lançaram uma série de parcerias musicais no SoundCloud, incluindo uma música natalina e uma colaboração com o cantor That Kid na música "Dial Tone", na qual Steffanee Wang da revista Nylon elogiou como uma referência no estilo Faça-você-mesmo, e Brendan Wetmore da revista Paper descreveu a música como um grande sucesso para os três artistas. Várias das colaborações entre Ayesha e Slayyyter foram incluídas na mixtape autointitulada de estreia de Slayyyter, lançada no ano seguinte, com Ayesha creditada sob o nome de Ms. Cheeseburger. Ayesha tirou suas músicas da internet e parou de fazer músicas usando o nome Ayesha Erotica em 2018. Muitas de suas canções, incluindo "Vacation Bible School", sua canção "Yummy" de 2017 e várias outras, tornaram-se áudios populares do TikTok a partir de 2019. Um mashup de "Yummy" com a música "Righteous" de Mo Beats, assim como a música "Juicy Couture" de Ayesha, também fez sucesso no TikTok no final de 2023 devido aos vídeos virais da influenciadora Sabrina Bahsoon no metrô de Londres, dando relevância aos artistas. Ayesha produziu a maioria das músicas da mixtape de estreia de That Kid, Crush, que foi lançada em abril de 2020.
Em 2023, Ayesha apareceu em uma transmissão ao vivo com a cantora Chase Icon, onde anunciou que voltaria à música. Ayesha voltou a lançar músicas com uma série de singles lançados na segunda metade de 2023. Ela então fez parceria com Mel 4Ever na música intitulada "Tongues" em janeiro de 2024. Ela participou do single "Rock Your Body" de Kets4eki em fevereiro de 2024 e do single "Break a Neck" do Odetari em abril de 2024. Sua música "Spread That Puss" foi incluída na música "Alter Ego" de Doechii, lançada em março de 2024.
Ashley Bardhan, do site Pitchfork, descreveu Ayesha como "uma produtora prolífica de hiperpop" cuja música com Slayyyter era "meio brincalhona e ousadamente sexual", enquanto Cat Zhang do Pitchfork também identificou sua música como hiperpop e "pop airhead" e escreveu que suas "faixas chicletes" eram "atrevidas e muitas vezes escandalosas" e "invocações de Juicy Couture e botas UGG". Zhang também comparou sua música à de Kesha no início de 2010, especialmente seu primeiro álbum de estúdio, Animal. Katherine Gillespie descreveu a música de Ayesha como "nostálgica e futurista ao mesmo tempo". Para o PopMatters, Nick Malone chamou Ayesha de "uma lenda online subterrânea" com "imagens divertidamente hipersexuais" e "um catálogo formidável de sucessos do pop-rap em dívida com a música de meados dos anos 2000". Steffanee Wang escreveu para Nylon que Ayesha era "adjacente a Charli XCX". Slayyyter comparou o estilo de produção de Ayesha ao de The Neptunes.
Para Paper, Michael Love Michael escreveu que Ayesha "parece que surgiu de nada mais além da dark web", enquanto Brittany Menjivar de Passion of the Weiss a descreveu similarmente como "indescritível" e como tendo "existido nas sombras da internet desde sua estreia em 2015". Menjivar acrescentou que as letras de Ayesha costumam usar "narrativas grosseiras para comentar questões sociais" e "imagens religiosas com uma grande falta de seriedade".
Kim Petras e Aliyah's Interlude nomearam Ayesha como uma influência em suas músicas.

## Discografia

### Álbuns de estúdio
| Título       | Detalhes                                                                                     |
| ------------ | -------------------------------------------------------------------------------------------- |
| Big Juicy    | - Lançado: 20 de abril de 2016 - Rótulo: Auto-lançado - Formato: download digital, streaming |
| Barely Legal | - Lançado: 16 de junho de 2016 - Rótulo: Auto-lançado - Formato: download digital, streaming |

### Extended Plays
| Título         | Detalhes                                                                                       |
| -------------- | ---------------------------------------------------------------------------------------------- |
| Cumshot EP     | - Lançado: 7 de agosto de 2016 - Rótulo: Auto-lançado - Formato: download digital, streaming   |
| www.FuckMe.com | - Lançado: 6 de novembro de 2017 - Rótulo: Auto-lançado - Formato: download digital, streaming |

### Músicas

#### Como artista principal
| Título                                      | Ano  | Álbum |
| ------------------------------------------- | ---- | --- |
| "Hit Em (The Recipe)"                       | 2016 | style="background: #ececec; color: grey; vertical-align: middle; text-align: center; " class="table-na"\|Singles sem álbum |
| "Gangbang"                                  | 2016 | style="background: #ececec; color: grey; vertical-align: middle; text-align: center; " class="table-na"\|Singles sem álbum |
| "Major"                                     | 2016 | style="background: #ececec; color: grey; vertical-align: middle; text-align: center; " class="table-na"\|Singles sem álbum |
| "Fuck Like This" (com Brendino)             | 2016 | style="background: #ececec; color: grey; vertical-align: middle; text-align: center; " class="table-na"\|Singles sem álbum |
| "Mouth Full Of Cock"                        | 2017 | style="background: #ececec; color: grey; vertical-align: middle; text-align: center; " class="table-na"\|Singles sem álbum |
| "Literal Legend"                            | 2017 | style="background: #ececec; color: grey; vertical-align: middle; text-align: center; " class="table-na"\|Singles sem álbum |
| "Yummy"                                     | 2017 | style="background: #ececec; color: grey; vertical-align: middle; text-align: center; " class="table-na"\|Singles sem álbum |
| "Princess" (com Petey Plastic)              | 2018 | style="background: #ececec; color: grey; vertical-align: middle; text-align: center; " class="table-na"\|Singles sem álbum |
| "Star"                                      | 2018 | horny.4u |
| "Vacation Bible School"                     | 2018 | horny.4u |
| "Mary Magdalene"                            | 2023 | style="background: #ececec; color: grey; vertical-align: middle; text-align: center; " class="table-na"\|Singles sem álbum |
| "I'm Tasty" (com JHawk Productions)         | 2023 | style="background: #ececec; color: grey; vertical-align: middle; text-align: center; " class="table-na"\|Singles sem álbum |
| "I Just Stole A Kia"                        | 2023 | style="background: #ececec; color: grey; vertical-align: middle; text-align: center; " class="table-na"\|Singles sem álbum |
| "Snooki"                                    | 2023 | style="background: #ececec; color: grey; vertical-align: middle; text-align: center; " class="table-na"\|Singles sem álbum |
| "May Showers"                               | 2023 | style="background: #ececec; color: grey; vertical-align: middle; text-align: center; " class="table-na"\|Singles sem álbum |
| "Hey Y'all"                                 | 2023 | style="background: #ececec; color: grey; vertical-align: middle; text-align: center; " class="table-na"\|Singles sem álbum |
| "Dramatic" (com Baku, Kuudere, e Lileffort) | 2023 | style="background: #ececec; color: grey; vertical-align: middle; text-align: center; " class="table-na"\|Singles sem álbum |
| "Tongues" (com Mel 4Ever)                   | 2024 | style="background: #ececec; color: grey; vertical-align: middle; text-align: center; " class="table-na"\|Singles sem álbum |
| "Rock Your Body" (com Kets4eki)             | 2024 | style="background: #ececec; color: grey; vertical-align: middle; text-align: center; " class="table-na"\|Singles sem álbum |
| "Superpuss"                                 | 2024 | horny.4u |
| "Gigabowser" (com Yvncc)                    | 2024 | Singles sem álbum |
| "Break a Neck" (com Odetari)                | 2024 | Singles sem álbum |
| "For the Girls 3"                           | 2024 | Singles sem álbum |
| "Sexy Party"                                | 2024 | Singles sem álbum |
| "Hot Dog Hooker"                            | 2024 | Singles sem álbum |
| "House Party"                               | 2024 | Singles sem álbum |
| "Handjob" (com Baku)                        | 2024 | Singles sem álbum |
| "From The Back"                             | 2024 | horny.4u |

#### Como participante
| Título                                                          | Ano  | Álbum             |
| --------------------------------------------------------------- | ---- | ----------------- |
| "BFF" (Slayyyter com Ayesha Erotica)                            | 2018 | Slayyyter         |
| "Dial Tone" (That Kid featuring Slayyyter and Ayesha Erotica)   | 2018 | Singles sem álbum |
| "All I Want for Xxxmas" (Slayyyter com Ayesha Erotica)          | 2018 | Singles sem álbum |
| "Regina George" (Kyunchi featuring That Kid and Ayesha Erotica) | 2018 | Singles sem álbum |
| "Ken Doll" (Gameboi com Ayesha Erotica)                         | 2019 | Gameboi           |
| "Rock Star" (Mattu com Ayesha Erotica)                          | 2019 | Singles sem álbum |
| "Naked" (Public Appeal com Ayesha Erotica)                      | 2024 | Singles sem álbum |
| "Fashion Icon" (Aliyah's Interlude com Ayesha Erotica)          | 2024 | Singles sem álbum |
| "Babydoll" (S4BRINA com Ayesha Erotica)                         | 2024 | Singles sem álbum |
| "I LOVE IT" (LyteSpeed com S4BRINA, Proz, e Ayesha Erotica)     | 2024 | Singles sem álbum |